# クレアチンキナーゼ

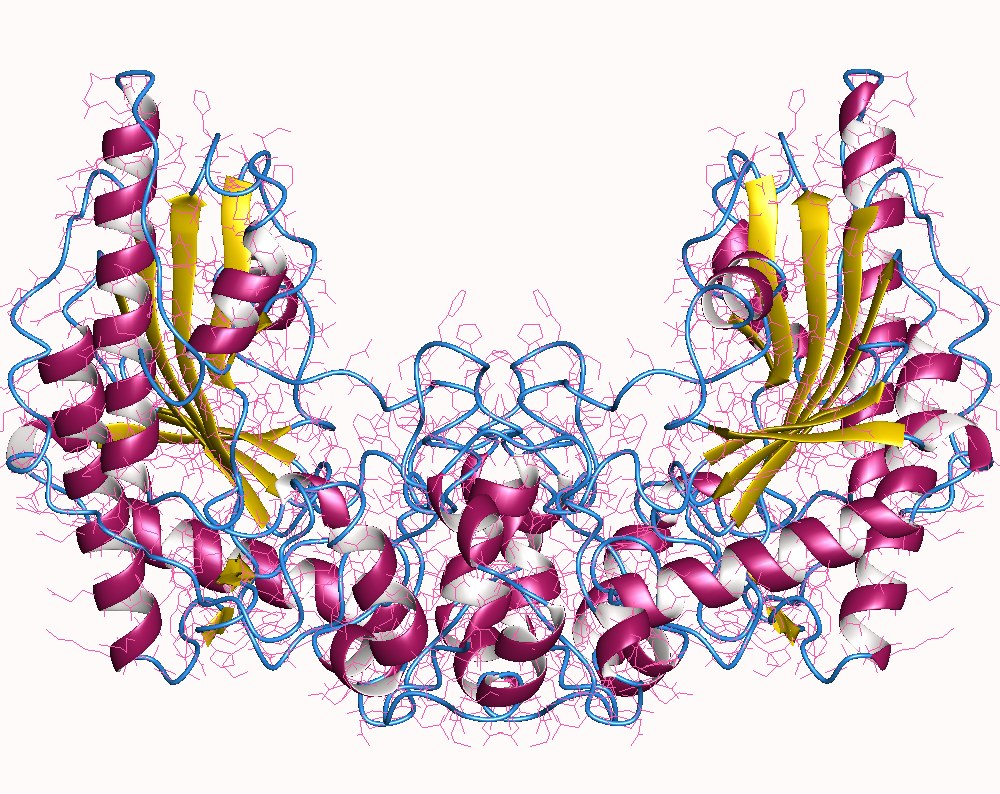
creatine kinase MM, dimer, Human.

クレアチンキナーゼ（Creatine Kinase、CK）、CPK（クレアチンホスホキナーゼ、Creatine PhosphoKinase）は、動物が持つ酵素で、筋肉の収縮の際にエネルギー代謝に関与している。EC番号2.7.3.2。
働きは、クレアチンとATPからクレアチンリン酸とADPが生成する反応の媒介である。骨格筋や心筋など、興奮性を持つ細胞に分布している。

## 臨床検査
CKは骨格筋・心筋が障害を受けた際に血液中へ流出する逸脱酵素として臨床上重要である。
心筋梗塞、筋炎、筋ジストロフィーなど心筋障害・筋疾患で血中濃度が上昇する。ただし、激しい運動などでも筋線維が壊れるためCKの上昇がみられることがある。
単位はIU（国際単位）/L。正常値は男性の方が高く（筋肉量の違いによる）、男性で30～190 IU/L、女性で20～150 IU/L程度とされている。

## アイソザイム
CKは二つのサブユニットからなる二量体の蛋白質である。このサブユニットには2種類あり（B：脳型、M：筋型）、この組み合わせによって3種類のCK（MM、BB、MB）がアイソザイムとして存在する。骨格筋にはMM型、心筋にはMB型が多いため、原因不明のCK上昇ではこのアイソザイム比率を分析することで有意義な所見を得られることがある。また、急性心筋梗塞が疑われる際にはCK-MBの測定が診断の裏付け、および重症度の指標となる。
心筋梗塞の発症後、CK値が上昇するには若干のタイムラグがある（数時間後から上昇）。急性期の対応では、確定診断のためにはCK-MBよりも早く上昇し、やはり特異性の高いトロポニンT値が重視される。
CK-MBでも骨格筋由来が正常でも5％程度認められることが知られている。そのためCK上昇時には比率を調べる必要がある。また骨格筋からも筋再生時にはCK-MBが産出されることが知られている。この場合はトロボニンTなども同様に産出される。特に皮膚筋炎、多発性筋炎の活動期にはCKの25％がCK-MBとなることもある。上記疾患の合併症に心筋炎が認められることもあるため心臓超音波検査の併用が必要である。

## マクロクレアチンキナーゼ血症
免疫グロブリンとクレアチンキナーゼが結合し、検査上高値となる症候があり、マクロクレアチンキナーゼ血症（マクロCK血症）と呼ばれる。ほとんどは疾患を意味するものではないが、時に悪性腫瘍や膠原病によるマクロCK血症もあり、注意を要する。